# 侬氏土司衙署
侬氏土司衙署位于广南县莲城镇北街115号，现为广南县第一小学校园。侬氏土司，始于元代，传为侬智高后裔，领广南西路宣抚司。明代，降为土同知。

现存土司衙署建筑，重建于清末民国初年，有大门、二门、三门、正堂、签押房、代办房、五凤楼、家祠、白马庙等，占地1.1万平方米，衙署格局大致完整。

## 图片
- 大门
- 二门
- 三门
- 正堂
- 五凤楼
- 培风堂